# حصان شاجيا العربي
حصان الشاجيا العربي هي سلالة خيول تم تحسينها في الإمبراطورية النمساوية المجرية خلال القرن التاسع عشر في عدد من المناطق في هنغاريا. وفي الوقت الحالي يمكن رؤيتها في جمهورية التشيك، والنمسا، ورومانيا، والدول اليوغسلافية السابقة، وبولندا، وألمانيا، وهنغاريا، ولكن تم تصديرها إلى دول أخرى وتمت تربيتها في جميع أنحاء العالم.

## الأصل
كان أحد فحول الأحصنة العربية الرمادية اللون من الأجداد المؤسسين الرئيسيين لحصان شاجيا العربي، وُلد في سوريا عام 1810، وكان أطول من متوسط طول الأحصنة العربية في ذلك الوقت، بحيث كان يصل طوله ٳلى 159سم عند الكتفين. كان يستخدم في الغالب للتهجين في أحد مزارع بابولنا بالمجر، وقد كانت أحصنة بابولنا تمتلك بالفعل قدرًا كبيرًا من التأثير الجيني العربي بسبب الاحتلال العثماني التركي الطويل لأوروبا الشرقية. كما تم استخدام بعض خيول ثوروبريد وليبيزان في عمليات التهجين، وقد تم الاحتفاظ بسجلات النسب الدقيقة.
في الأصل، تمت الإشارة إلى هذه الخيول بالخيول العربية الأصيلة في أغلب الأحيان، ولكن تم تغيير هذا الٳسم بعد الحرب العالمية الثانية إلى حصان شاجيا من قبل عالم الهيبولوج الدكتور غرامازكي لأنه كان متأكداٞ من اختلاط أحفاد شاجيا الغير الأصيلة بالخيول العربية الأصيلة التي تم إنتاجها أيضًا في المجر. ورغم أن أحصنة الشاجيا العربية لا يعتبرون أحصنة عربية نقية ، إلا أنهم يمتلكون كتابًا مغلقًا ولهم مكانة خاصة داخل المنظمة العالمية للجواد العربي (WAHO).

## السمات
يُظهر حصان شاجيا العربي سمات مشابهة للخيول العربية الأصيلة، مع ذيل عالٍ وعظام سليم وقدرة تحمل ممتازة. ومع ومع ذلك، وبسبب عمليات التهجين التي حدثت في المزارع المجرية ، تميل أحصنة الشاجيا إلى أن تكون أطول وأقل دقة وأكبر من الخيول العربية الأصيلة. وعادة ما يكون طولي حصان شاجيا العربي مابين 1.52 و 162 سم، في حين أن معيار السلالة للعربية يتراوح من 142 إلى 152 سم.

## الٳستخدام
يُعرف هذا الصنف بأنه حصان ركوب، ويعتبر من الخيول شديدة التحمل وأصبح الآن شائعًا مشاهدته في تخصصات رياضة الخيول مثل الترويض والفروسية وسباق التحمل. وقد كان أحد أحصنة الشاجيا العربية المخصبة والمولود في بابولنا بطلاٞ في كأس العالم للقدرة في الاتحاد الدولي للفروسية لعام 2006.

## روابط خارجية
- موقع سجل الأداء لحصان الشاجيا العربي
- بوابة معلومات حصان شاجيا العربي
- جمعية أمريكا الجنوبية لأصحنة الشاجيا العربية